# Reichsbahndirektion Berlin

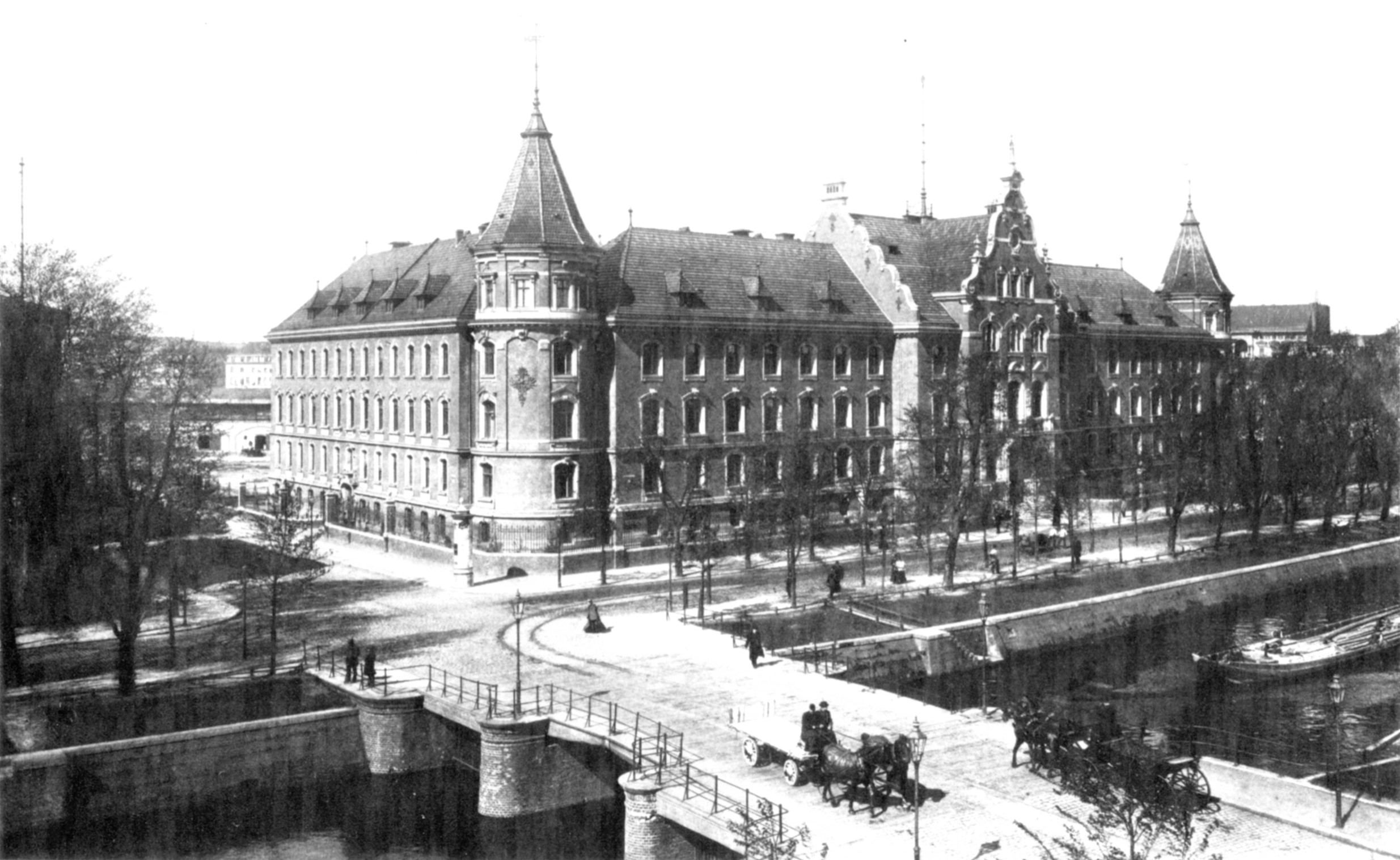
Dienstgebäude am Schöneberger Ufer, um 1896

Die Reichsbahndirektion Berlin war ein Verwaltungsbezirk der Staatsbahn mit Sitz in Berlin.

## Geschichte

### Vorgeschichte
Die Eisenbahndirektion wurde zum 21. Februar 1880 gemäß Festlegung vom 24. November 1879 als Königliche Eisenbahndirektion Berlin der Preußischen Staatseisenbahnen gegründet. Nach dem Übergang der Preußischen Staatsbahnen auf die Reichsbahn am 6. Juli 1922 wurde sie in „Reichsbahndirektion Berlin“ umbenannt (1919 – 5. Juli 1922 als „Eisenbahndirektion“). Nach 1947 bestand die Reichsbahndirektion Berlin weiterhin, nun als eine von acht Direktionen der Deutschen Reichsbahn.

### 1920 bis 1947
Das Gebiet der Deutschen Reichsbahn erstreckte sich über Groß-Berlin und das unmittelbare Umland der Stadt und reichte im Westen darüber hinaus zeitweilig bis zur Elbe. Die Direktionsgrenzen wurden im Laufe der Jahrzehnte mehrfach verlegt.
Der Direktionsbereich umfasste von den Fernstrecken:
Richtung Osten
- die Preußische Ostbahn bis Strausberg
- die Niederschlesisch-Märkische Bahn bis Fürstenwalde
- die Görlitzer Bahn bis Halbe
- die Wriezener Bahn bis Werneuchen

Richtung Süden
- die Dresdener Bahn bis Wünsdorf
- die Anhalter Bahn bis Luckenwalde

Richtung Westen
- die Wetzlarer Bahn bis Belzig
- die Stammbahn bis (ausschließlich) Biederitz bei Magdeburg
- die Lehrter Bahn bis Schönhausen (Elbe)
- die Hamburger Bahn bis Nauen

Richtung Norden
- die Berliner Nordbahn bis Oranienburg
- die Stettiner Bahn bis Bernau

### 1947 bis 1990

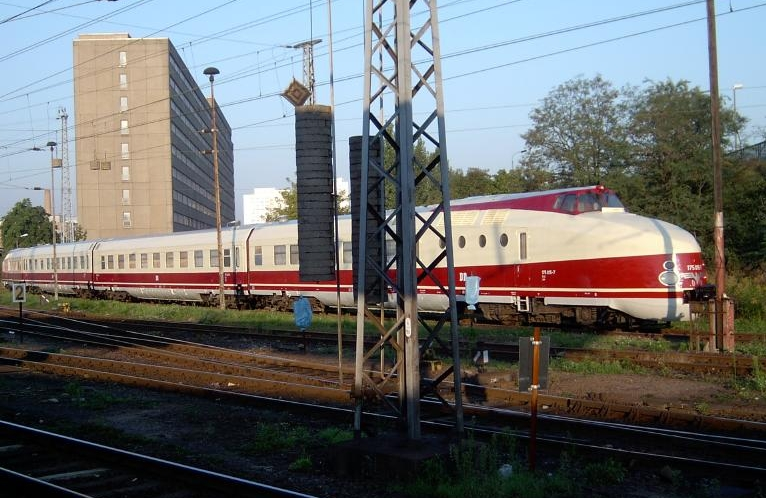
Bürohochhaus des Rba Berlin 1 im Hintergrund

Unter der Deutschen Reichsbahn zu DDR-Zeiten war die Direktion Berlin die Grenzdirektion zu West-Berlin und der VR Polen. Ihr unterstanden auch die Strecken in West-Berlin. Die untere Ebene der Direktion war gegliedert in:
- Reichsbahnamt Berlin 1 (Verwaltungssitz Berlin Ostbahnhof) (später Frankfurter Allee 212, nahe Fernbahnhof Berlin-Lichtenberg)
- Reichsbahnamt Berlin 2 (Verwaltungssitz Potsdam) (später in Reichsbahnamt Potsdam umbenannt)
- Reichsbahnamt Berlin 3 (Verwaltungssitz Wustermark) (am 1. Januar 1968 aufgelöst)
- Reichsbahnamt Berlin 4 (Verwaltungssitz Berlin Nordbahnhof) (später in Vizepräsidentenbereich BT der Rbd Berlin umbenannt). Ihm unterstanden die Strecken in Berlin (West), der Bahnhof Friedrichstraße und die Nord-Süd-S-Bahn.
- Reichsbahnamt Frankfurt (Oder)

Während der Zeit der DDR war der Sitz der Rbd Berlin in der Wilhelm-Pieck-Straße 140/142. Heute beherbergt das Gebäude Dienststellen der Bundespolizei.

### Ende
Zum 31. Dezember 1993 wurde die Reichsbahndirektion Berlin aufgelöst und deren Aufgaben an die mit der Bahnreform 1992 entstandenen selbständigen Geschäftsbereiche verteilt.

## Vorsitzende und Präsidenten
Königliche Eisenbahndirektion Berlin
- Engelbert Pape (1880/81)
- Eduard Wex (1881 – 1893)
- Viktor Kranold (1893 – 1904), vorher Präsident der Eisenbahndirektion Breslau

- Gustav Behrendt (1904 – 1910), Eisenbahndirektion
- Otto Rüdlin (1910 – 1917), anschließend Staatssekretär Reichspostamt
- Alexander Wulff (8. August 1917 – 31. März 1919)

Reichsbahndirektion Berlin
- Alexander Wulff (1. April 1919 – 31. März 1924)

- Wilhelm Weirauch (1. April 1924 – 22. Juli 1925)
- Paul Stapff (23. Juli 1925 – September 1930 †)
- Clemens Marx (September 1930 – 29. Februar 1940)
- Emil Beck (1. März 1940 – April 1945, geflüchtet)
- Mangold (17. Mai 1945 – Juli 1945)
- Ernst Fröhlich (Juli 1945 – November 1945)
- Willi Besener (Nov. 1945 – 31. Dezember 1945)
- Gerhard Capelle (1. Januar 1946 – 4. Februar 1947), als ehem. NSDAP-Mitglied fristlos entlassen
- Willi Kreikemeyer (1. März 1947 – 19. Januar 1949), anschließend mit der Leitung der Deutschen Reichsbahn betraut, 1950 inhaftiert und unter ungeklärten Umständen in der Haft verstorben
- Franz Schmidtke (März 1949 – 30. Juni 1950), vorher Direktor der Reichsbahndirektion Schwerin, aufgrund gesundheitlicher Probleme vom Amt entbunden
- Max Barth (1. Juli 1950 – 22. Juni 1953), vorher Präsident der Reichsbahndirektion Dresden, Amtsenthebung wegen Verlassen des Dienstpostens
- Kurt Freitag (23. Juni 1953 – 31. Dezember 1954)
- Kurt Decker (1. Januar 1955 – 18. Februar 1958), aufgrund eines Verkehrsdeliktes mit Todesfolge fristlos entlassen
- Walter Grohs (19. Februar – 19. August 1958), anschließend Vizepräsident
- Heinz Gebhardt (August 1958 – 1. August 1961)
- Otto Arndt (2. August 1961 – 14. Februar 1964)
- Günter Stuhr (15. Februar 1964 – März 1970)
- Walter Grohs (März 1970 – 16. Juni 1980)
- Jürgen Glaser (17. Juni 1980 – 31. Mai 1983)
- Werner Löscher (1. Juni 1983 – 31. Mai 1990)
- Manfred Möller (1. Juni 1990 – 15. Juli 1990), als Vizepräsident mit der Wahrnehmung der Geschäfte beauftragt
- Bernd-Volker Günter (16. Juli 1990 – 31. Dezember 1990)
- Christian Siegert (11. Januar 1991 – Ende Januar 1991), aufgrund von Meinungsverschiedenheiten abberufen
- Werner Remmert (4. März 1991 – 31. Dezember 1993)

## Dienstgebäude
Das Dienstgebäude am Schöneberger Ufer wurde schon in preußischer Zeit, 1895 errichtet und ab 1. April 1895 bezogen.